# Coboldo

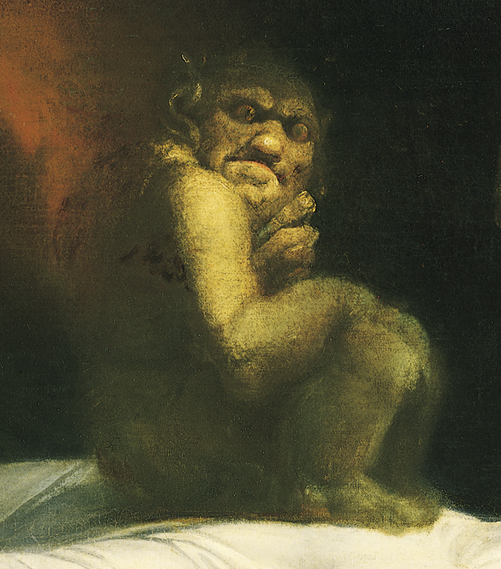
Un Coboldo, dettaglio da Incubo (1781), di Johann Heinrich Füssli

Nel folclore tedesco, il coboldo è un folletto poco socievole. La parola deriva dal tedesco kobalt o kobold per assonanza. Spesso il termine kobold viene tradotto con nomi di altre creature grossomodo equivalenti tratti da altre tradizioni folcloristiche, per esempio elfo, goblin o leprecauno.
La versione più comune del coboldo, nota in tedesco come Heinzelmännchen, appare tra l'altro nelle fiabe dei fratelli Grimm. Si tratta di una sorta di elfo domestico che si occupa delle faccende di casa ma spesso in modo dispettoso. Un esempio particolare di questo genere di coboldo è un personaggio noto con il nome di Hinzelmann, e che costituisce la versione tedesca dell'anglosassone Robin Goodfellow.
Un altro tipo di coboldo, più simile agli gnomi, infesta le miniere e altri luoghi sotterranei, spesso ostacolando il lavoro dei minatori. È dal riferimento a questo mito che prende nome il cobalto, un metallo noto per essere velenoso e per inquinare altri elementi (vedi nichel).

## Origini
Nel romanzo American Gods l'autore Neil Gaiman fa risalire il mito del coboldo ad una presunta tradizione tribale germanica, di natura propiziatoria, che consisteva nel tenere un bambino appena nato in un nascondiglio sotterraneo per cinque anni. Nella notte del suo quinto compleanno, il bambino veniva portato in superficie e trafitto con due lame (una di bronzo e una d'acciaio). Il corpo veniva bruciato, e dai resti si ricavava un feticcio. I coboldi nascono dai resti di questa vittima sacrificale; la loro malvagità è legata quindi al risentimento per le crudeltà subite.

## I coboldi nel fantasy

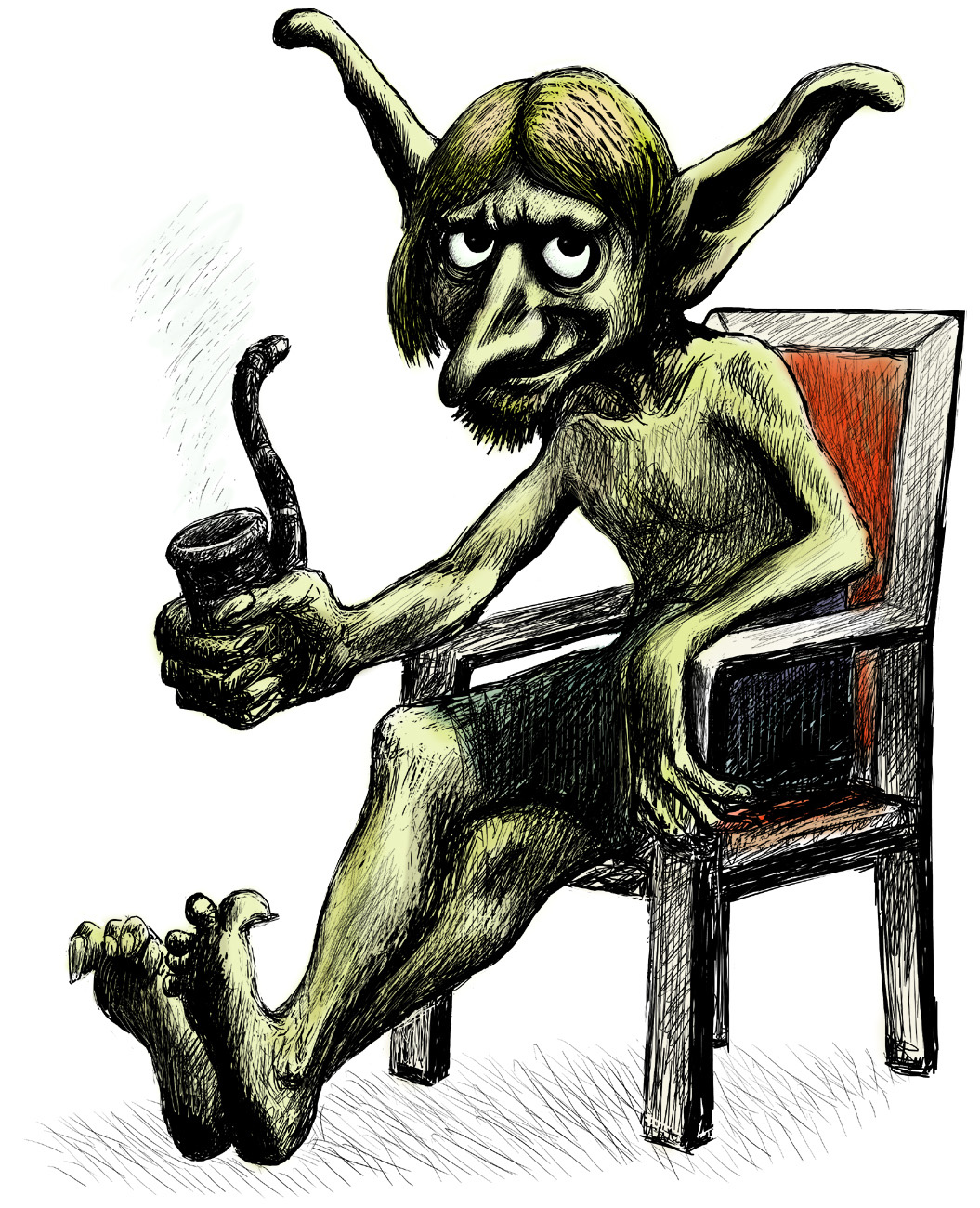
Un coboldo con una pipa in mano

I coboldi appaiono in numerose ambientazioni fantasy. Nel gioco di ruolo Dungeons & Dragons, per esempio, i coboldi sono aggressivi, xenofobi e codardi, e sono raffigurati come piccoli umanoidi che accomunano tratti rettiloidi e canini. Spesso appaiono come servi dei draghi. Nel gioco di carte collezionabili Magic: l'Adunanza i coboldi sono piccole creature rosse dal costo esiguo (variante per lo più fra lo 0 e l'1). In molti videogiochi appaiono come creature simili a cani, ratti o lucertole antropomorfi, aggressivi e armati di armi semplici come mazze o spade; fra gli esempi in questo senso si possono citare Dark Age of Camelot, World of Warcraft, Xenosaga, Xenogears, Suikoden e Lufia. Nel gioco di ruolo online Vindictus i Kobod vivono tra i ghiacci, la quasi totalità di essi sono di piccole dimensioni, usano armi come fionde ed asce primitive (fatte da una pietra legata ad un bastone), indossano abiti stracciati e si accampano in tende fatte di pelli e legno. Un coboldo di nome Hinzelmann appare nel romanzo American Gods di Neil Gaiman come "guardiano" della cittadina di Lakeside. Nei videogiochi fantasy della serie Fable dei Coboldi sotto il nome di Hobbes, infestano le miniere e sono schiavi delle ninfe a cui portano bambini per dei sacrifici dai quali si creano altri Hobbes.
Vengono citati anche ne Il cavaliere dei draghi e Veleno d'inchiostro di Cornelia Funke. Nella saga fantasy di Harry Potter, gli elfi domestici obbediscono agli ordini dei maghi, nonostante, se non sono trattati bene, possono, limitati dagli incantesimi imposti sulla loro razza, tradire il loro padrone (come Kreacher).
Nel ciclo di Landover, saga letteraria di Terry Brooks, i coboldi appaiono come creature capaci di viaggiare fra diversi mondi; in questo caso sono al servizio del nuovo Re di Landover, l’ex avvocato Ben Holiday, dal quale saranno protetti e coinvolti assieme ai fidati Questor Thews e Abernathy nelle numerose missioni di salvataggio presenti nella saga. Descritte come creature dal non bell'aspetto, si dimostrano di fondamentale utilità per il neo sovrano.

## I coboldi nella cultura di massa
I coboldi, insieme ad altre figure mitologiche come gli elfi e i goblin, sono state portate all'attenzione del pubblico grazie al chitarrista e conduttore televisivo Richard Benson, il quale durante numerose puntate del suo programma televisivo e nel suo singolo estratto dall'album L'inferno dei vivi, I nani, cita frequentemente tali creature.